# (34680) 2001 BR21
2001 BR21 (asteroide 34680) é um asteroide da cintura principal. Possui uma excentricidade de 0.03858200 e uma inclinação de 4.94526º.
Este asteroide foi descoberto no dia 20 de janeiro de 2001 por LINEAR em Socorro.